# 工藤静香 I'm not Concert Tour 1998
『工藤静香 I'm not Concert Tour 1998』（くどうしずか・アイムノット・コンサートツアー・ナインティーンナインティエイト）は、工藤静香通算9枚目のライブ・ビデオ。1998年10月7日発売。発売元はポニーキャニオン。規格品番：PCVP-52451（VHS）。2007年9月19日にDVD化された。

## 解説
NHKホールで開催された最終公演を収録した映像作品。スタジオ・アルバム『I'm not』（1998/4/29発売、PCCA-01198）を引下げて、1998年6月24日の札幌サンプラザホールを皮切りに全国主要都市9箇所で開催された。
合間のMCで、おニャン子クラブの「かたつむりサンバ」（1987/5/21発売、7A0718）や「証拠をみせて」をワンフレーズ歌うシーンがある。ほか、セットリストからもれたという『I'm not』収録の「Who Knows」を、アンコール前のMCで歌うシーンも収録されている。同じく選曲からもれた「It's OK」は、翌1999年のコンサート・ツアーで披露されてビデオ『工藤静香 Full of Love Concert Tour 1999』（1999/9/17発売、PCVP-52712）に収録された。
本ライブ・ビデオ発売当時の近況としては、中島みゆき作詞・作曲の「雪・月・花」や、テレビドラマの挿入歌となった「きらら／in the sky」がオリコンのヒットチャートでベストテン入りするなどし、年末の第49回NHK紅白歌合戦にも出演した。尚、コンサート開催当時はまだ、シングル盤「きらら」は発売前であった（1998/7/17発売、PCDA-01082）。 
VHS・LD（PCLP-00684）のほか、2007年9月19日にはソロ・デビュー20周年を記念し、それまでに発表された全ライブ・ビデオを収納したDVD-BOX『Shizuka Kudo THE LIVE DVD COMPLETE BOX』（PCBP-51826）がリリースされ、本作品も初めてDVD化された。

## 収録曲
1. glacier -氷河-
2. 嵐の夜のセレナーデ
3. delusion -妄想-
4. 恋一夜
  - 箱根彫刻の森美術館 イメージソング。
5. パッセージ
6. Pop corn
7. doggie
8. そのあとは雨の中
9. 天使みたいに躍らせて
10. 千流の雫
  - 太陽誘電 コマーシャルソング。
11. in the sky
  - フジテレビ系TVドラマ『神様、もう少しだけ』（1998年7月〜9月）挿入歌。
12. きらら
  - フジテレビ系TVドラマ『神様、もう少しだけ』挿入歌。
13. Blue Velvet
  - フジテレビ系TVアニメ『ドラゴンボールGT』エンディング・テーマ。
14. ノスタルジア
15. 雪・月・花
  - フジテレビ系TVドラマ『金曜エンタテイメント』主題歌。
16. 声を聴かせて
  - 日本テレビ系TVドラマ『教師夏休み物語』挿入歌。

## 関連作品
- ミステリアス - M-2・5
- JOY - M-4・9
- Rise me - M-8
- I'm not - M-1・3・6・7・13・14
- ミレニアム・ベスト - M-4・10・12・13・15・16
- Shizuka Kudo 20th Anniversary the Best - M-4・10・12・13・15・16
- 20th Anniversary B-side collection - M-11

## 公演日程
|   | 月日     | 会場名                   |
| 1 | 98.06.24 | 札幌サンプラザ           |
| 2 | 98.06.26 | 仙台国際センター         |
| 3 | 98.06.27 | 大館市民文化会館         |
| 4 | 98.06.30 | メルパルクホール福岡     |
| 5 | 98.07.01 | 広島アステールプラザ     |
| 6 | 98.07.05 | パストラルかぞ           |
| 7 | 98.07.07 | 愛知厚生年金会館         |
| 8 | 98.07.09 | 大阪フェスティバルホール |
| 9 | 98.07.10 | NHKホール                |